# A Hold árnyékában
A Hold árnyékában (eredeti cím: In the Shadow of the Moon) 2019-ben bemutatott amerikai sci-fi thriller, melyet Jim Mickle rendezett, valamint Gregory Weidman és Geoff Tock írt. A főszerepben Boyd Holbrook, Cleopatra Coleman és Michael C. Hall.
A film világpremierje a Fantastic Fesztiválon volt 2019. szeptember 21-én. Később, 2019. szeptember 27-én vetítette a Netflix.

## Cselekmény
A Philly-i zsaru, Tom Lockhart (Boyd Holbrook) élete az 1988-as éjszakán megváltozik. Közvetlenül azelőtt, hogy terhes felesége (Rachel Keller) vajúdni kezdene, Tom a testvéri szeretet városának történetében a legfurcsább esetbe botlik. A buszsofőr, a koncertzongorista és a szakács mind egyszerre hal meg, az agyuk kifolyik a szemükből, fülükből és szájukból. Mindegyiküknek szúrt sebei vannak, és egy gyanúsított hamarosan a felszínre kerül, egy fiatal fekete nő, kék pulóverben (Cleopatra Coleman). Lockhart és párja (Bokeem Woodbine) hamarosan nyomon követik a nőt, aki úgy tűnik, nagyon sokat tud Tomról, többek között arról, hogy feleségének kislánya lesz. Szinte olyan, mintha találkoztak volna korábban.
A furcsa történetek erőszakos befejezése után „A hold árnyékában” 1997-re ugrik, amikor úgy tűnik, hogy egy másolat ugyanazokat a bűncselekményeket ismételgeti, mint kilenc évvel korábban. Kilenc évente Lockhart egyre mélyebben kutat az ügy után, amely nemcsak az életét, hanem az egész civilizáció jövőjét is megváltoztatja.

## Szereplők
| Szerep              | Színész           | Magyar hang             |
| ------------------- | ----------------- | ----------------------- |
| Thomas Lockhart     | Boyd Holbrook     | Schmied Zoltán          |
| Rya                 | Cleopatra Coleman | Gombó Viola             |
| Bokeem Woodbine     | Winston Maddox    | Ifj. Jászai László      |
| Naveen Rao          | Rudi Dharmalingam | Hamvas Dániel           |
| Jean                | Rachel Keller     | Földes Eszter           |
| Holt                | Michael C. Hall   | Görög László            |
| Amy 9 évesen        | Quincy Kirkwood   | Dolmány-Bogdányi Korina |
| Amy 18 és 27 évesen | Sarah Dugdale     | Staub Viktória          |
| Tabitha             | Gabrielle Graham  | Bogdányi Titanilla      |
| Clark               | Tony Nappo        | Bognár Tamás            |
| Hansen halottkém    | Murray Furrow     | Vida Péter              |

## Gyártás
A projektet 2018 februárjában jelentették be, Jim Mickle rendezésével és Boyd Holbrook főszereplésével. A filmet a Netflix gyártotta és terjesztette. 2018 júniusában Michael C. Hall csatlakozott a film szereplőihez. 2018 júliusában Cleopatra Coleman és Bokeem Woodbine csatlakozott a stábhoz.
A film forgatása 2018. július 2-án kezdődött és 2018. augusztus 27-én ért véget Torontóban (Ontario, Kanada).